# Oswego (Nowy Jork)
Oswego – miasto w Stanach Zjednoczonych, w stanie Nowy Jork, siedziba hrabstwa Oswego. Leży nad jeziorem Ontario, w miejscu gdzie uchodzi do niego rzeka Oswego. Według spisu powszechnego z 2000 liczyło 18,096 mieszkańców, szacunki z 2005 wykazywały 17,705 mieszkańców.

## Historia

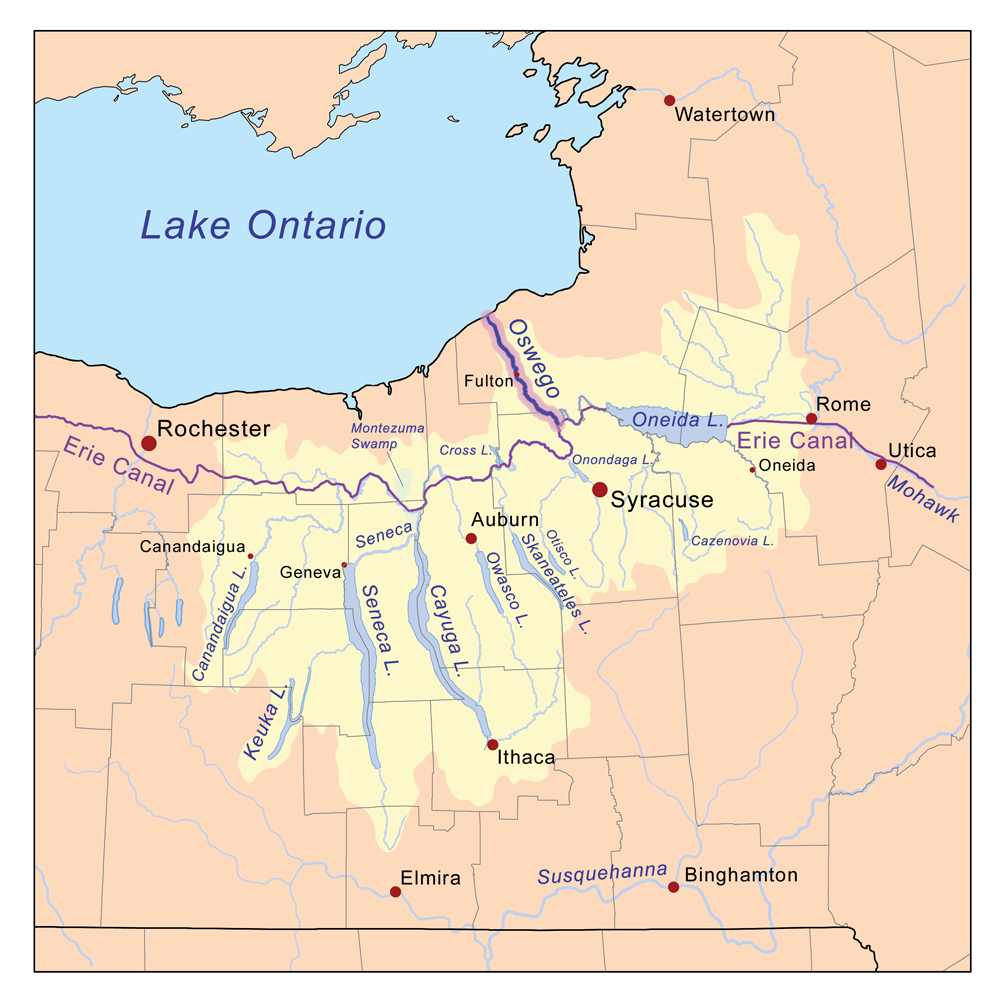
Układ dróg wodnych w północnej części stanu Nowy Jork

Pierwszym europejskim odkrywcą który odwiedził okolicę był Samuel de Champlain w 1615. Korzystając ze strategicznego położenia miejsca u ujścia do jeziora Ontario rzeki Oswego, tworzącej dogodne połączenie między jeziorem i wnętrzem przyszłego stanu Nowy Jork (przez rzeki Mohawk i Hudson do samego Atlantyku), Brytyjczycy założyli tam w 1722 faktorię handlową, którą po otoczeniu drewnianą palisadą nazwali Fort Oswego. W 1755 wybudowali Fort Ontario na zachodnim brzegu rzeki niedaleko jej ujścia do jeziora. W wyniku bitwy o Fort Oswego w sierpniu 1756 w trakcie wojny siedmioletniej osada i fortyfikacje zostały zdobyte i spalone przez Francuzów. Oswego ponownie przeszło w brytyjskie ręce na wiosnę 1759, kiedy podjęto odbudowę fortyfikacji.
Podczas wojny o niepodległość Stanów Zjednoczonych z początku Oswego pozostało w rękach brytyjskich, lecz w 1778 zostało zdobyte przez Amerykanów. W 1782 Brytyjczycy powrócili by odbudować fort, który pozostał w ich rękach aż do 1796, kiedy oddali go Stanom Zjednoczonym na mocy traktatu, który ostatecznie ustalił granicę z brytyjską Kanadą. Podczas wojny brytyjsko-amerykańskiej Oswego było ważną amerykańską bazą nad jeziorem Ontario. W maju 1814 desant wysadzony przez okręty brytyjskiej flotylli na jeziorze Ontario ponownie spalił fort.
Osadnictwo w okolicach Oswego miało swoje początki w pierwszych dekadach XIX wieku. W 1829 wybudowano Kanał Oswego, odnogę Kanału Erie. Oswego otrzymało prawa miejskie w 1848.

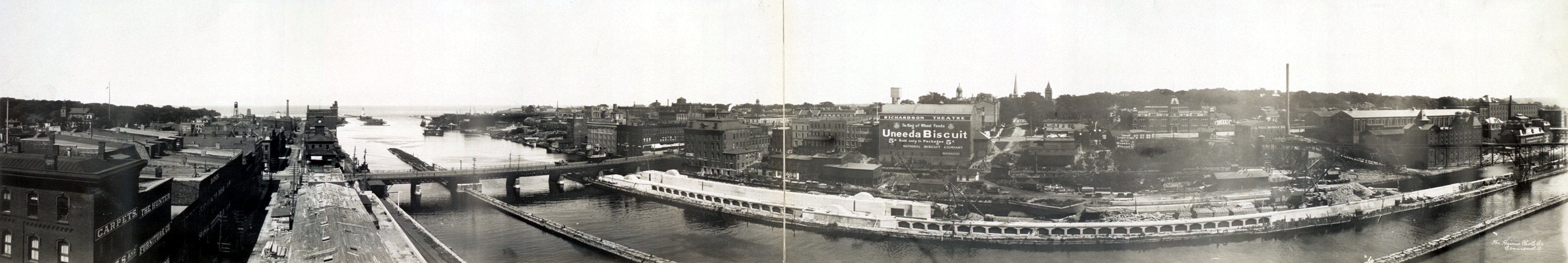
Panorama Oswego z 1909